# Giornale Luce
Il Giornale LUCE è stato il primo cinegiornale di massa italiano e nacque in concomitanza con l'affermarsi del Fascismo e terminò con la caduta della dittatura fascista e l'avvento della Repubblica. Al suo posto furono prodotti altri cinegiornali, fra i quali la Settimana Incom. L'ultimo di questi a essere proiettato nelle sale italiane prima del film fu il "Settimanale Ciac", le cui ultime edizioni risalgono ai primi anni '90.

## Storia

### Cinematografia
Il cinema, nato alla fine del XIX secolo, divenne immediatamente, oltre che un mezzo di intrattenimento, anche un potente mezzo di comunicazione di massa. Per circa vent'anni rappresentò la primaria fonte di notizie per la maggior parte degli italiani, sebbene venissero filtrate attraverso l'occhio del regime.
In pochi anni si passò dal cinema chiamato “delle attrazioni mostrative”, fatto di brevi filmati di scene di vita quotidiana, a veri e propri film (muti), di cui è indicato come capostipite Cabiria, Colossal italiano del 1914 diretto da Giovanni Pastrone o per altri critici Nascita di una nazione del 1915 dell'americano David W. Griffith.
Durante il primo conflitto mondiale diverse nazioni coinvolte intervennero nella cinematografia con sistematicità a fini propagantistici. Inghilterra, Francia, Germania, Italia usarono il neonato strumento di comunicazione per influire sull'opinione pubblica. La popolazione era chiamata a partecipare a imprese economiche e belliche ed occorreva istillare coraggio a chi era stato chiamato alle armi e fiducia ai cittadini che rimanevano in patria. 

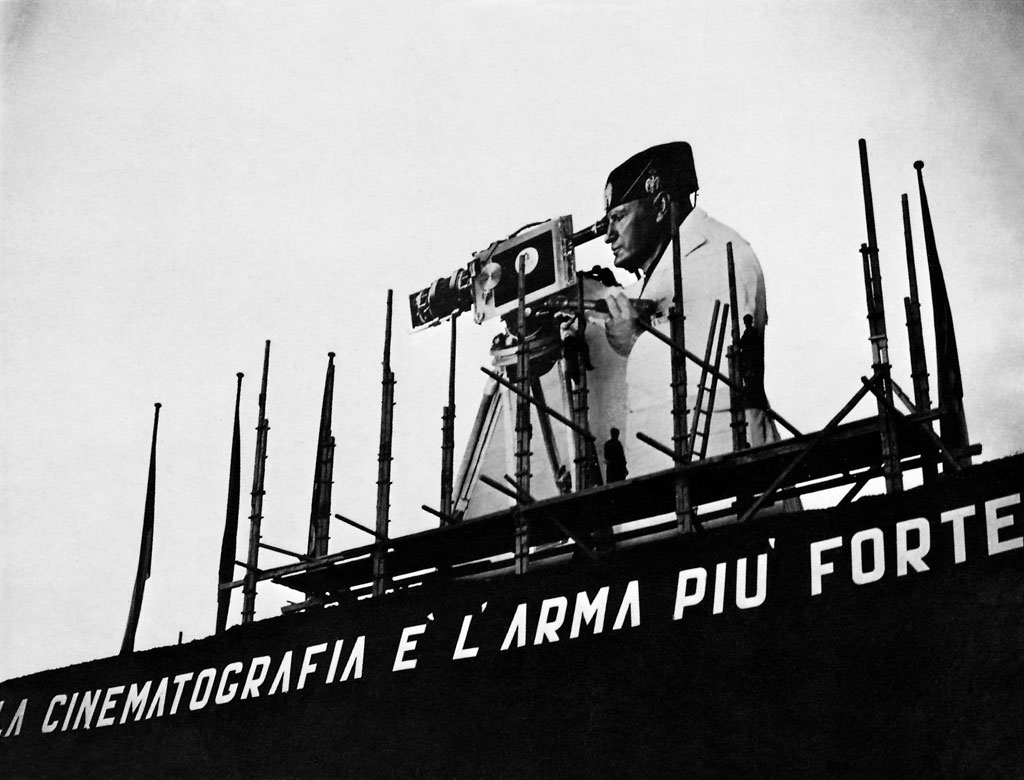
Apparato scenografico, con gigantografia di Mussolini alla macchina da presa e scritta propagandistica "La cinematografia è l'arma più forte", allestito per la cerimonia di fondazione della nuova sede dell'Istituto Luce (10/11/1937)

Mussolini fece tesoro del successo della cinematografia in questo campo e la rese il più importante strumento di propaganda del fascismo. A riprova dell'importanza che venne data alla cinematografia durante il Ventennio, si può prendere una fotografia scattata nel 1937 durante l'inaugurazione della seconda sede dell'Istituto LUCE. Vi è inquadrato il gigantesco apparato scenografico raffigurante Mussolini dietro ad una macchina da presa e la scritta "La cinematografia è l'arma più forte" allestito in occasione della cerimonia di posa della prima pietra dell'Istituto.

### Istituto LUCE
Prima dell'avvento del fascismo e la nascita dell'Istituto Luce (1924), fra gli italiani era già diffuso il gusto per film documentaristici, scientifici e di attualità. La Cines (Società Italiana Cines), casa cinematografica attiva dal 1906, che durante il Ventennio si affiancò al LUCE, nel solo 1911 editò 56 esemplari di film e verso la fine dello stesso anno in molte città era nata l'abitudine di organizzare il Venerdì artistico, riservato a documentari di viaggi e film dal vivo.
La radio contava sempre meno ascoltatori (solamente 26.865 utenti nel 1926), dunque era chiaro che il futuro dei mass-media fosse costituito dal cinema e dai giornali.
Mussolini, consapevole dell'influenza dei mezzi di comunicazione sull'opinione pubblica, una volta salito al potere, decise di monopolizzarli al servizio del partito. In particolare era intenzionato a far diventare il cinema “pupilla del regime”, alla stregua della milizia volontaria e l'OVRA istituiti nel 1923, in quanto avrebbe contribuito a difendere il fascismo dai nemici interni.
L'idea era quella di sviluppare il cinema “non di finzione”, che avesse scopo didattico, attraverso film istruttivi, cinegiornali e documentari.
Nell'estate del 1924 Mussolini entrò in contatto con il Sic (Sindacato istruzione cinematografica) ed ebbe occasione di visionare alcune pellicole. La piccola azienda cinematografica votata alla produzione di film istruttivi e di propaganda fascista (Dove lavora per la grandezza dell'Italia, reportage sul Duce nelle stanze di palazzo Chigi), rappresentava proprio ciò di cui il partito aveva bisogno. Così Mussolini decise di finanziarla. Chiamò organismi parastatali a partecipare come enti fondatori e il Sic mutò nome diventando LUCE, Unione Cinematografica Educativa. Nel luglio del 1925, “Mussolini esortò i ministeri della pubblica istruzione, dell'economia nazionale, delle colonie e dell'interno a servirsi del LUCE e il ministro della pubblica istruzione a stendere un programma per introdurre il cinema nelle scuole e le federazioni del partito, i sindacati e i patronati scolastici, i comuni e le prefetture a dare la massima cooperazione affinché dei film ci si valesse quali mezzi ausiliari di insegnamento”.
Nel novembre 1924 il debutto del LUCE con il film Aethiopia (ammonimento agli italiani di pensare alla politica di oltremare, alle necessità imperiali di espansione). Nel 1926 venne creato un nuovo statuto e l'Istituto venne posto alle dipendenze del governo, del suo ufficio stampa e, successivamente, anche del Minculpop.
Lo stesso Mussolini non perse mai l'abitudine di visionare i cinegiornali e i documentari LUCE , almeno fino al luglio 1943.
Fra marzo e aprile 1926 venne resa obbligatoria, in tutte le sale cinematografiche aperte al pubblico, la proiezione di film di propaganda nazionale editi dall'istituto nazionale LUCE. Nello stesso anno, l'ente acquisì l'esclusiva fotografica e cinematografica di avvenimenti che interessassero il governatorato. Si convenzionarono con il LUCE alcune fra le più rinomate agenzie europee e americane.
Se pur con qualche inciampo finanziario (con l'avvento del sonoro si dovettero comprare nuove attrezzature e ampliare la sede), il LUCE divenne un'azienda sempre più grande e con più personale. Tanto da potersi permettere numerose trasferte: dal 1926 al 1927 vennero girati filmati per documentari e cinegiornali in molti stati stranieri, come India, Cina e Giappone.

### Giornale LUCE all'estero
I primi accenni alle mire espansionistiche del governo fascista si ritrovano nel film Aethiopia e in un ciclo sui domini italiani fra 1928 e 1930. Questi filmati introducevano al tema del “posto al sole” che diventerà centrale dal 1935.

#### Africa
Negli anni '30 dalla propaganda fascista venne istillata l'idea che l'Etiopia spettasse di diritto all'Italia. I mass media si occuparono di accrescere il nazionalismo nel popolo, che cominciava a considerare necessaria la guerra coloniale Africana. L'Etiopia venne idealizzata come terra piena di ricchezze a cominciare dalle materie prime.
Così, il LUCE, si organizzò prontamente: per rifornire di materiali audiovisivi la propaganda: fu insediata oltremare (ad Asmara), una succursale dell'Istituto e vi si trapiantò parte del suo personale tecnico, giornalistico e amministrativo. Su ordine del regime non si badò a spese.
Tre o quattro volte la settimana, in Italia, i cinegiornali narravano sunti della guerra ed in Etiopia, venivano proiettati documentari e cinegiornali ai soldati e alle popolazioni locali usando autocarri-cinesonoro che si spostavano.
Il Duce desiderava che tali filmati fossero intrisi di drammaticità e mostrassero un grande spostamento di masse di soldati, in modo che l'intera operazione fosse riconosciuta come un'impresa grandiosa. Questo però non fu possibile poiché la guerra si risolveva in innumerevoli azioni isolate che sul grande schermo non avrebbero riscontrato grande impatto emotivo. Inoltre la maggior parte delle truppe era composta da contadini ed operai spaesati.
I filmati girati erano fatti per essere visti, oltre che in patria, anche all'estero, in particolare dagli italiani in America e dagli americani stessi.
Nei cinegiornali gli italiani venivano raffigurati come eroi protagonisti di gloriosa avventura. Davano prova di gentilezza e clemenza verso il popolo assoggettato per convalidare l'immagine di gente buona e clemente. Veniva sottolineata la superiorità tecnologica dei bianchi, confrontando le armi italiane con quelle della popolazione locale. Gli abissini venivano mostrati come persone irascibili e pronte a tutto per difendere il proprio paese.
I cinegiornali raccontavano come alla fine della guerra fosse nata una situazione di convivenza pacifica fra italiani e popolazione locale. Quest'immagine era del tutto fuorviante, in realtà continuarono ad accendersi innumerevoli focolai ribellistici.
Finite le operazioni militari contro l'esercito regolare del Negus, il reparto fotocinematografico A.O. (Africa Orientale) del LUCE fu retrocesso all'ordinaria amministrazione e la sede traslocata da Asmara ad Addis Abeba.

#### Albania
Nel 1939 l'esercito italiano invase l'Albania. Il sovrano, re Zog I, fu costretto all'esilio, ed il paese annesso all'Impero Italiano come regno indipendente.
Nei cinegiornali del LUCE questa vicenda venne sapientemente seguita e raccontata con la solita retorica e storpiatura della realtà voluta dal regime. La voce del narratore annunciava che gli albanesi che opponevano resistenza alle truppe italiane, appartenevano a bande di ex-reclusi.

#### Spagna
Inizialmente né Hitler né Mussolini volevano che trapelasse dai cinegiornali la solidarietà con i franchisti. I cinegiornali italiani e tedeschi, grazie alle corrispondenze con la Spagna, riuscirono ad ottenere filmati locali ed a dare ogni giorno un servizio sulla situazione nella penisola Iberica.
Dal secondo semestre del 1936 alla seconda metà del 1937 le sequenze spagnole del cinegiornale furono ricavate da materiale della Paramount, ma a partire dalla seconda metà del 1937, affluirono in Spagna gli operatori del LUCE. Non si ripeté l'esperienza africana e non fu istituito un apposito reparto cinematografico in Spagna. Piuttosto LUCE supportava i cineasti spagnoli con attività collaterali, ad esempio con la stampa della pellicola (o in uno stabilimento di Lisbona o a Roma).
Man mano che Mussolini andò ad abbandonare l'atteggiamento di estraneità al dramma spagnolo, la propaganda filo-franchista cominciò a farsi sfrontata.
Il giornale LUCE sosteneva che i rossi, i repubblicani, possedessero una formidabile aviazione e che sganciassero bombe sulle case e sulla popolazione inerme. In realtà avevano pochissimi apparecchi e nella guerra aerea erano in testa i franchisti sostenuti ed affiancati dai nazisti.
A differenza della guerra di colonizzazione africana, le riprese della rivoluzione spagnola, nei cinegiornali, avevano fisionomia più cupa. Mostravano campagne arse dal sole, rovine, miseria, sparatorie, cadaveri e gente spaventata. Un paese caduto nell'oblio per colpa della sinistra, un nemico così crudele da doversi sterminare con una violenza necessaria. Dunque i franchisti venivano indicati come i salvatori di un paese in rovina che, anche in un'occasione del genere, si dimostravano onorevoli e corretti praticando assalti regolari e cannoneggiamenti leali.
Per l'occasione della fine della guerra, vista come una “liberazione” del paese dagli atei, il LUCE girò filmati di cortei che sfilavano con bandiere e ragazzi che portavano crocefissi come fucili.

### La fine del regime
Il 25 luglio 1943, Mussolini venne arrestato. I cinecronisti che avevano ripreso le oceaniche adunanze di Piazza Venezia e i discorsi del Duce, si gettarono nelle vie di Roma a filmare i manifestanti che calpestavano i ritratti di Mussolini e abbattevano dagli edifici pubblici i fasci, le aquile e gli emblemi del fascismo.
Sparì ogni traccia del fascismo, non se ne parlò più, neanche per criticarlo. L'istituto LUCE si preoccupò di non compromettersi politicamente, fu ideata una nuova testata su sfondo grigio-chiaro e si modificò la numerazione ripartendo da un ideale n.1 (5 agosto 1943), per poter separare il nuovo ciclo da quello fascista.
Sotto il governo Badoglio i cinegiornali si dilungavano a descrivere le conseguenze dei bombardamenti anglo-americani e non veniva mostrata più alcuna simpatia per i tedeschi. Le disfatte dell'esercito italiano servivano per far capire al popolo che le sorti della guerra erano ormai segnate.
Se sul fronte dei giornali di attualità l'istituto rimase comunque senza concorrenza poiché era il solo in grado di editarli. Invece i film e i documentari, finito il monopolio del LUCE imposto dal regime, entrarono in competizione con quelli delle altre case cinematografiche.
I più fedeli operatori del LUCE aderirono alla Repubblica Sociale ed andarono a Venezia, per ricostruire l'istituto e continuare a produrre filmati seguendo il filone fascista. I cinegiornali ripresero ad essere prodotti e continuarono la numerazione interrotta dopo il 25 luglio.
Nel '44 il LUCE spostò la sua sede a Sant'Elena dei Giardini, nel cineborgo della repubblica di Salò. Qui i notiziari ripresero la ripetitività e la monotonia della propaganda voluta dal regime fascista. Si parlava di riorganizzazione dell'esercito in vista dell'impiego delle truppe al fronte accanto ai tedeschi e si comunicava il fatto che l'esercito italiano fosse pronto a ricacciare via gli invasori dal suolo italiano.
Si parlava dunque molto di guerra, ma erano rari i resoconti bellici. I filmati, in cui le forze armate erano scarne, non rispecchiavano affatto ciò che veniva dichiarato.
Il duce fu fotografato in ameno 12 cinegiornali e apparve anche nell'ultimo numero, celebrando la fondazione dei fasci.
Si filmavano gli incontri tra Hitler e Mussolini. Ma le altre notizie di cui disponevano erano poco interessanti e di corto raggio: al più si potevano avere notizie sull'alleata Germania.
Il giornale era rimasto su vecchi temi e mirava solamente alla propaganda repubblichina. Inadeguatezza a livello tecnico, copioni scritti da dilettanti e poche notizie portarono alla disgregazione della macchina propagandistica fascista. Si producevano solo cinegiornali ( il LUCE viveva alla giornata e non faceva più documentari) come L'Italia s'è desta, Voce d'Italia, Marinai d'Italia e Ricordo di D'Annunzio. Il LUCE divenne estremamente impopolare, ci furono anche manifestazioni ostili nell'indirizzo del regime durante qualche proiezione.

## Cinegiornale fascista e nazista
Il controllo dell'informazione cinematografica era ancora più severo in Germania: ogni filmato doveva essere approvato da Goebbels e dal suo ministero. Non si permetteva a cineasti stranieri di riprendere avvenimenti legati alla Germania. Tutto doveva essere filtrato attraverso il punto di vista del nazismo.
La collaborazione fra italiani e tedeschi risale ai primi accordi LUCE-UFA del 1928 per l'inserzione di attualità nei rispettivi cinegiornali e per la diffusione dei documentari “culturali”, vanto della casa tedesca fin dagli anni della repubblica di Weimar. Nonostante questa alleanza la Germania non permetteva ai cineasti italiani (e stranieri in generale) di filmare lungometraggi o cortometraggi in cui si parlasse degli avvenimenti di pertinenza tedesca.
Questo fu permesso solo in occasione di eventi straordinari da strumentalizzare per la propaganda indiretta, come le Olimpiadi del 1936.

## Caratteristiche del giornale LUCE
Il giornale LUCE rappresentava una delle categorie in cui era suddivisa la produzione cinematografica dell'Istituto LUCE insieme a film, documentari e a filmati istruttivi (per esempio sulla divulgazione dell'igiene, prevenzione della tubercolosi, conoscenza delle cognizioni scientifiche, lavoro in fabbrica e nei campi). La sua durata era di circa 10 minuti e veniva proiettato nelle sale prima di un film. Nel 1936, le sale cinematografiche arrivarono alla proiezione di 4 giornali a settimana.
I filmati del giornale LUCE non erano sempre propagandistici, ma anche quelli privi di riferimenti al regime, offrivano sempre un'immagine positiva del paese sotto la dittatura. I temi erano principalmente parate, vita nei campi, officine, cerimonie, curiosità dell'estero, guerre. 

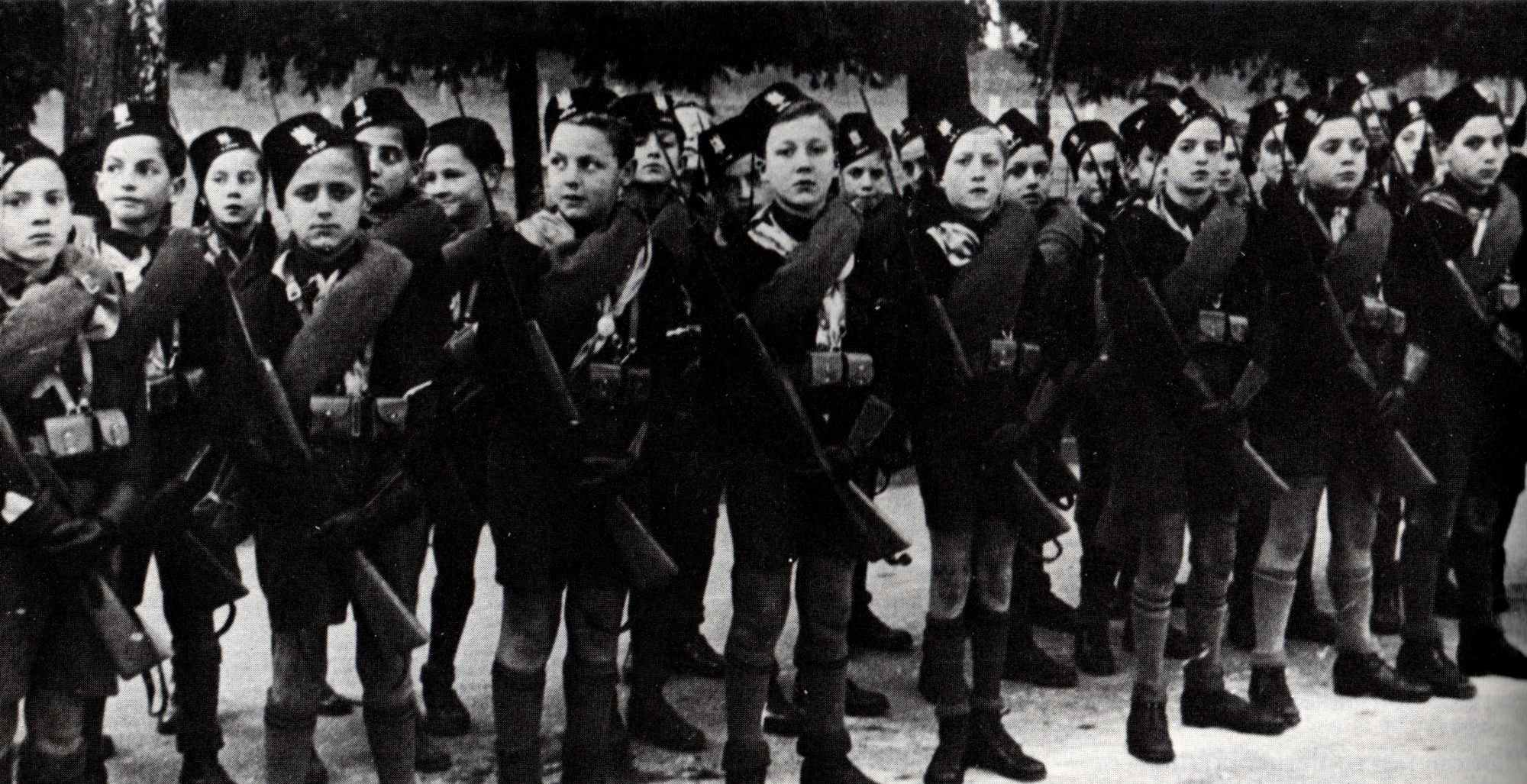
Adunata dei Balilla

Il cinegiornale si soffermava spesso sulla vita dei cittadini italiani. Le famiglie riprese erano quelle che il partito considerava esemplari: padre lavoratore, numerosi figli atletici e fedeli al regime. Donne viste sempre come madri, angeli del focolare (la parità di sesso arriverà nel dopo guerra). Le riprese di donne al lavoro fuori dalla casa erano rare, si può ricordare un filmato del 1938 (la monda del riso) in cui si vedono mondine che svolgono il lavoro nei campi, si dirigono ad un raduno fascista e rientrano a casa.
I bambini erano rappresentati sempre in atto di adorare e onorare Mussolini (ad esempio donandogli mazzi di fiori).
Il partito si preoccupava che tutti i giovani crescessero “poderosi nel fisico e spartani nell'animo gareggiando nell'equitazione, nella piscina, nel salto, nella corsa, nelle regate, sulla neve, nel volo a vela e nell'aeromodellismo, nello sciare e nel pattinaggio su ghiaccio”.
Le sale cinematografiche in cui obbligatoriamente si proiettava il giornale erano numerose (1450 nel 1930, 2700 nel 1938, 2876 nel 1942), ma non erano gli unici punti di fruizione poiché già a partire dal 1927 il partito aveva deciso l'utilizzo di usare proiezionisti itineranti (dal momento che 5000 comuni erano sprovvisti di sale cinematografiche contro 2300).
I giornali LUCE o cineattualità rappresentavano la primaria fonte di notizie per la maggior parte degli italiani durante il Ventennio. Certamente, però, questi filmati non ambivano a tracciare esaurienti panorami informativi, poiché concedevano spazio solo agli avvenimenti più rilevanti e a questi si riservava la peculiare spettacolarità e fotogenia del cinegiornale fascista.
In più i programmi trasmessi erano stati approvati dal Minculpop, che si occupava di far in modo che le notizie rispecchiassero sempre un solo punto di vista: quello del partito. 

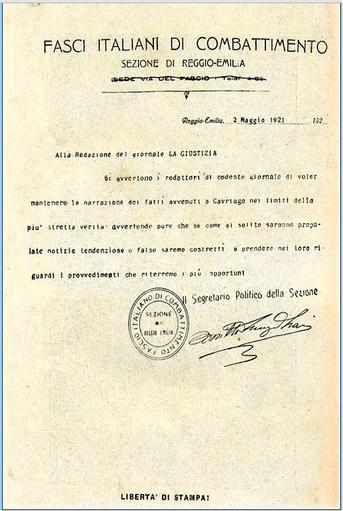
Velina fascista che invita la redazione del giornale La Giustizia a non pubblicare "notizie tendenziose o false" per non incorrere in sanzioni.

A riprova di questo metodico controllo da parte delle istituzioni competenti vi sono numerose veline, fogli d'ordine contenenti le disposizioni che il regime fascista impartiva alla stampa, alla radio e al cinema.
Prima dell'avvento del sonoro venivano registrati i suoni a parte (brusii, musica, risate, rumori) per poi essere montati sul filmato. Si ricercava spettacolarità e perfezione nelle inquadrature dei cinegiornali, la fotografia era impeccabile. I filmati erano caratterizzati da una colonna sonora aulica e inquadrature prolungate.
Dopo il '34, con l'avvento del sonoro, il ritmo delle cronache si sveltì. Una musica allegra ritmava la narrazione.  La voce del narratore, Guido Notari, mediante la tipica impostazione “declamatoria” riusciva a far leva sull’emotività degli ascoltatori.
Più euforiche e operistiche marcette allegre, musica orecchiabile, schiamazzi goliardici della gente caratterizzavano i nuovi film rivista, in cui la vita dei militari e civili sembrava regolata musicalmente.
Il cinegiornale cercava di darsi un contegno, ma si dava grande spazio a notizie di marginale importanza come gare, curiosità da tutto il mondo, attrazioni e eventi divertenti. Anche rubriche di moda e servizi su matrimoni di personaggi famosi (come Edda Mussolini e Galeazzo Ciano 1931).
Non si approfondivano le questioni, si trasmettevano le immagini di una società moderna alla conquista di nuovi traguardi.
Il giornale Luce rappresentava un tipo d’informazione che pretendeva solo di presentare un panorama di attualità interna ed internazionale, calibrando le notizie più in funzione della spettacolarità e della fotogenia che del significato e dell’importanza dei contenuti.
Nonostante i cambiamenti obbligati dovuti all'evoluzione della tecnologia, il giornale LUCE era caratterizzata da una generale monotonia di temi, di espressioni e tecniche di riprese.

## Mussolini nei cinegiornali
Il Duce era uno dei protagonisti della comunicazione audiovisiva in generale ed in particolare del cinegiornale. Lo si vedeva sempre in situazioni cariche di retorica e dal profilo eroico. Le sue apparizioni erano sempre dinamiche (in aereo, treno, macchina, intrattiene popolo). Nei cinegiornali comparivano spesso anche esponenti di governo, cosicché la gente avesse presente i loro volti. La regia privilegiava sempre il dittatore quando si trovava accanto al re Vittorio Emanuele III di Savoia così da conferire a quest'ultimo apparizioni grigie, in contrasto con la figura carismatica di Mussolini. Il sovrano era visto come un'autorità inerte, tradizionale, intangibile e dall'unico scopo decorativo.
Spesso il Duce veniva filmato durante le sue orazioni, che non erano composte da argomentazioni, bensì da motti che attiravano l'uditorio con allusioni gravi.

## Opinione pubblica italiana
Il popolo era rimasto affascinato dal fatto che i cinegiornali mettessero la gente comune al primo posto, inquadrando spesso scene di vita quotidiana in cui tutti potevano riconoscersi.
“Nelle immagini del fascismo traspariva la sensazione che il regime funzionasse a tutto vapore e che mai prima di allora l'Italia avesse avuto governanti così attivi ed energici”. Le forze armate apparivano invincibili con immagini di granatieri, artiglierie, fanterie, squadriglie e mezzi blindati.
Milioni di persone videro nella tradizione, di cui parlava Mussolini, una possibilità di partecipazione politica più vitale di quella offerta dall'idea borghese di democrazia parlamentale.
Ma se inizialmente la maggior parte degli italiani fu attratta dall'esuberanza e magnificenza manifestata attraverso il cinema, in un secondo momento, a partire dal '35, si dovette ricredere annoiata dagli stessi temi e dalla piattezza dei filmati. Il giornale LUCE doveva sottolineare spesso gli stessi temi con petulanze predicatorie, preminenza degli argomenti di politica interna, uniformità delle tematiche e la maniacale replica delle cerimonie pubbliche e dei rendiconti sulle realizzazioni sociali ed economiche del fascismo.
La grande importanza data alla propaganda andava a scapito della qualità. Questo declino divenne più evidente dal 1943, con la caduta del fascismo: nel campo di documentari erano rimasti indietro rispetto agli altri paesi e il cinegiornale aveva ormai perso la sua credibilità ed efficacia.
Gli intellettuali, i cittadini più disincantati e antifascisti dimostrarono diffidenza fin dagli inizi. Non credevano alla promessa del lavoro, del risanamento economico di fronte alla disoccupazione, ai bassi salari dei lavoratori, al sottosviluppo del Mezzogiorno e al basso tenore di vita di gran parte della popolazione.